# Johann Gottfried Schaedel

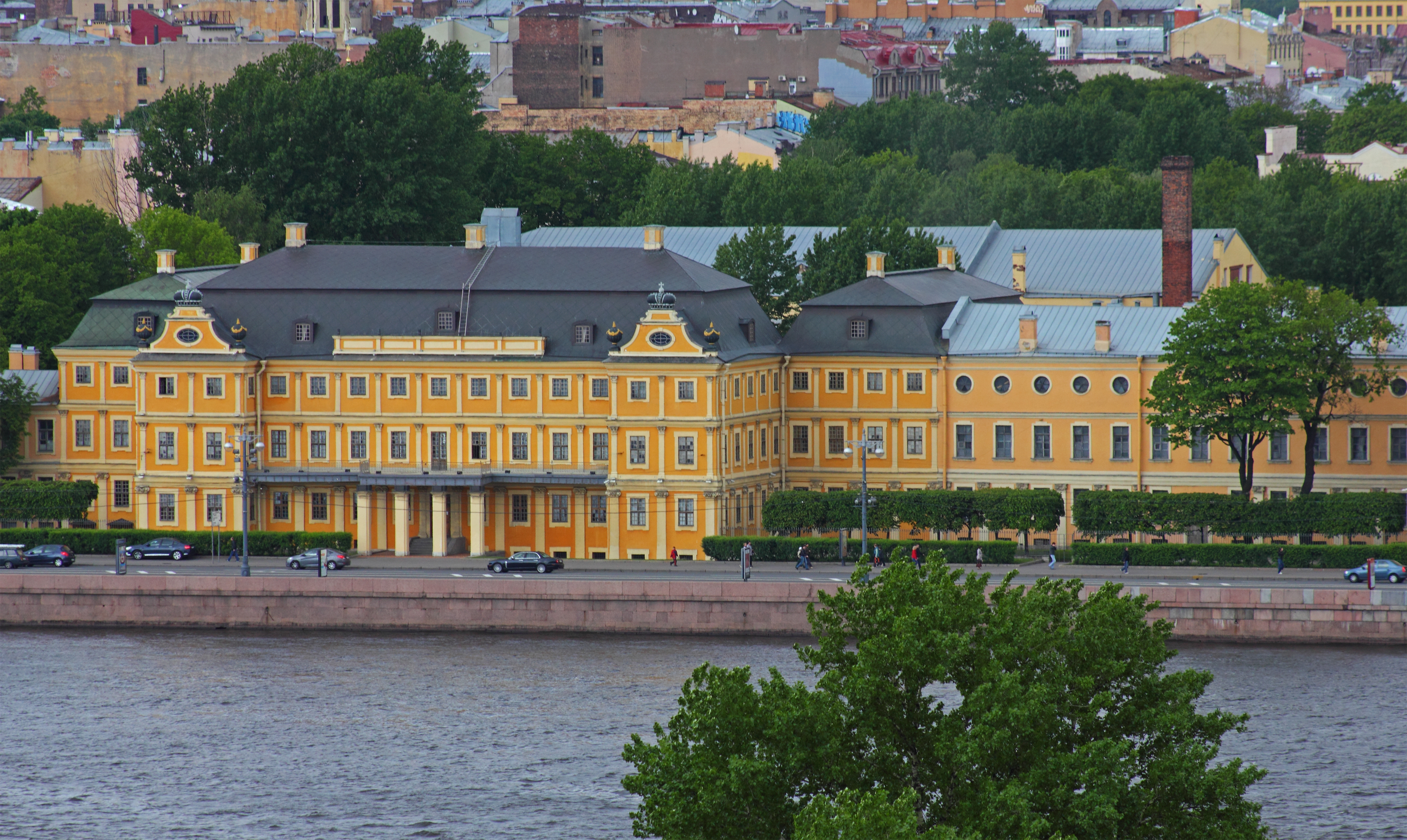
Palácio Menshikov em São Petersburgo

Johann Gottfried Schaedel (em alemão:  Johann Gottfried Schädel) foi um arquiteto barroco alemão que trabalhou na Rússia e na Ucrânia.

## Vida
Schaedel nasceu em 1680 em Wandesbek , Ducado de Holstein, Sacro Império Romano (agora parte de Hamburgo).
Em 1713, o príncipe Alexandre Danilovitch Menchikov pagou a ele 400 Reichsthaler (384 rublos) para se mudar para São Petersburgo com sua família. Após a queda de Menshikov em desgraça, Schaedel se estabeleceu em Moscou, onde trabalhou em conjunto com o artista italiano Francesco Bartolomeo Rastrelli.
Em 1731, Schaedel aceitou um convite do arcebispo de Kiev e mudou-se para Kiev, onde projetou os grandes campanários de Kiev Pechersk Lavra e a Catedral de Sofia, o Palácio Klov e outros edifícios notáveis que alteraram o horizonte da cidade.
Schaedel não recebeu novas comissões depois de 1744 e morreu em Kiev na pobreza em 1752.